# Забже
За̀бже (на полски: Zabrze; на немски: Hindenburg; силезки: Zobrze) е град в Южна Полша, Силезко войводство. Административно е обособен в отделен окръг (повят) с площ 80,40 км2.

## География
Градът се намира в историческата област Горна Силезия. Част е от Горносилезката мертополия.

## Население
Според данни от полската Централна статистическа служба, към 1 януари 2014 г. населението на града възлиза на 178 357 души. Гъстотата е 2 218 души/км2.
Демография:
- 1939 – 126 200 души
- 1946 – 104 200 души
- 1955 – 182 800 души
- 1965 – 198 500 души
- 1975 – 203 700 души
- 1985 – 198 400 души
- 1990 – 205 000 души
- 2000 – 197 900 души
- 2009 – 188 122 души

## Спорт
В Забже е базиран футболният клуб Гурник Забже.

## Личности

### Родени в града
- Ян Копец, римокатолически духовник, гливишки епископ

## Побратимени градове
- Есен, Германия
- Зангерхаузен, Германия
- Захла, Ливан
- Калининград, Русия
- Лунд, Швеция
- Нюкасъл ъпон Тайн, Англия
- Опава, Чехия
- Ровно, Украйна
- Секлин, Франция
- Сьондерборг, Дания
- Търнава, Словакия

## Фотогалерия
- Улица „Волношчи“
- Главната поща
- Театър „Густав Морчинек“
- Църква „Св. Йосиф“
- Църква „Св. Анна“